# 김난도
김난도(金蘭都, 1963년~)는 서울대학교 생활과학대학 소비자학과 교수이다. 

## 생애
1963년 서울에서 태어났다. 마포고등학교를 졸업하고, 서울대학교 법과대학에 입학하였다. 행정고시를 준비하였으나 세 차례 낙방한 끝에 고시공부를 포기하였다. 서울대학교 행정대학원을 졸업하고 석사 장교로 군복무를 마친 후, 미국 서던 캘리포니아 대학교에서 공공관리론에 관한 연구로 박사 학위를 받았다. 이후 귀국하여 모교 환경대학원에서 시간강사로 강의를 하다 1997년 생활과학대학 소비자학과 교수로 임용되어 현재까지 재직중이다. 2010년 말 출간한 에세이집 '아프니까 청춘이다'는 37주 연속으로 도서판매량 1위에 오르면서 독자들이 선정하는 2011 최고의 책으로 선정되었다.그러나 이후 벌어진 유명인들의 비평과 함께, 이에 대한 언급들이 인터넷과 주류 방송매체에서 패러디되면서, 이 책에 대한 평가는 해가 지날수록 급속도로 떨어지고 있다.

## 학력
- 마포고등학교 졸업
- 서울대학교 법과대학 졸업
- 서울대학교 행정대학원 석사
- 미국 서던캘리포니아대학교 행정학 박사

## 저서
- <공공가정경영> 1999년 9월 15일 출간
- <소비자 정보론> 2001년 3월 1일 출간
- <럭셔리 코리아> 2007년 3월 29일 출간
- <트렌드 코리아 2009> 2008년 12월 15일 출간
- <트렌드 코리아 2010> 2009년 12월 11일 출간
- <소비자는 무엇을 원하는가> 2010년 11월 15일 출간
- <아프니까 청춘이다> 2010년 12월 24일 출간
- <뉴 트렌드 G20세대> 2011년 3월 16일 출간
- <트렌드 코리아 2011> 2010년 11월 28일 출간
- <트렌드 코리아 2012> 2011년 12월 1일 출간
- <천 번을 흔들려야 어른이 된다> 2012년 8월 28일 출간[4]
- <트렌드 코리아 2013> 2012년 11월 21일 출간 / (영문판) 2013년 1월 1일 출간
- <김난도의 내:일> 2013년 7월 4일 출간
- <트렌드 차이나> 2013년 9월 26일 출간
- <트렌드 코리아 2014> 2013년 11월 18일 출간
- <트렌드 코리아 2015> 2014년 11월 11일 출간
- <트렌드 코리아 2016> 2015년 11월 10일 출간
- <트렌드 코리아 2017> 2016년 10월 31일 출간
- <트렌드 코리아 2018> 2017년 10월 30일 출간
- <트렌드 코리아 2019> 2018년 10월 24일 출간
- <트렌드 코리아 2020> 2019년 10월 24일 출간

## 비판
- 김난도 교수는 책 '아프니까 청춘이다'의 내용이 현실적이지 못한다고 비판을 받기도 했다.[5]
- 호암교수회관 관장으로 재직중에 회관 노동자들의 비정규직화에앞장섰던 전적이 있어서 "이런 청춘의 현실을 만드는 데 한 몫 하지 않았냐?"는 비판도 받고있다.
- 2015년 KBS 명견만리 방송에서 중국에 관한 강의를 했는데 그의 발언을 두고 오히려 중국을 위한 강의를 했다는 비판이 있었다. "한국이 지나친 오만함에 빠져 있다"고 하거나 "중국은 이미 한국은 안중에도 없다"고 하고 "전 세계에서 한국만이 중국을 우습게 안다"라고 하는등 '중국은 대단하다'라는 중화사상에 불을 지피는 방송 영상이 중국 인터넷 사이트마다 올라와 지금까지 중국인들이 열광하며 경전으로 쓰이고 있을 정도로 중국몽(中國夢)을 미화시키는데 일조했다. 방송 후 현재까지 그의 대한 평가는 중국의 정치와 경제 리스크에 대한 이해가 깊지 못하고 기업기술탈취, 한국역사공정, 한국문화공정을 서슴없이 하는 중국에 대해 비판은 제대로 못할 뿐만 아니라 중국공산당이 원하던 강의를 알아서 해줬다는 평이라 비난이 많았다.
- 진용진-이여름 사생활 폭로전에서 김난도 교수의 룸살롱 출입 의혹이 발생했다.